# Brungumpad eufonia
Brungumpad eufonia (Euphonia fulvicrissa) är en fågel i familjen finkar inom ordningen tättingar. Den förekommer i skogar och skogsbryn från Panama till Ecuador. Fågeln minskar i antal, men beståndet anses vara livskraftigt.

## Utseende och läte
Brungumpad eufonia är en liten och kompakt fink med kort stjärt. Hanen är gul under och mörkt blåsvart ovan, med en kort och knubbig näbb och gul hjässa. Karakteristiskt är de mörkare orangefärgade undre stjärttäckarna som övergår i den gula buken. Även honan har rostrött under stjärten, men även på hjässans främre del. Lätet består av två raspiga toner.

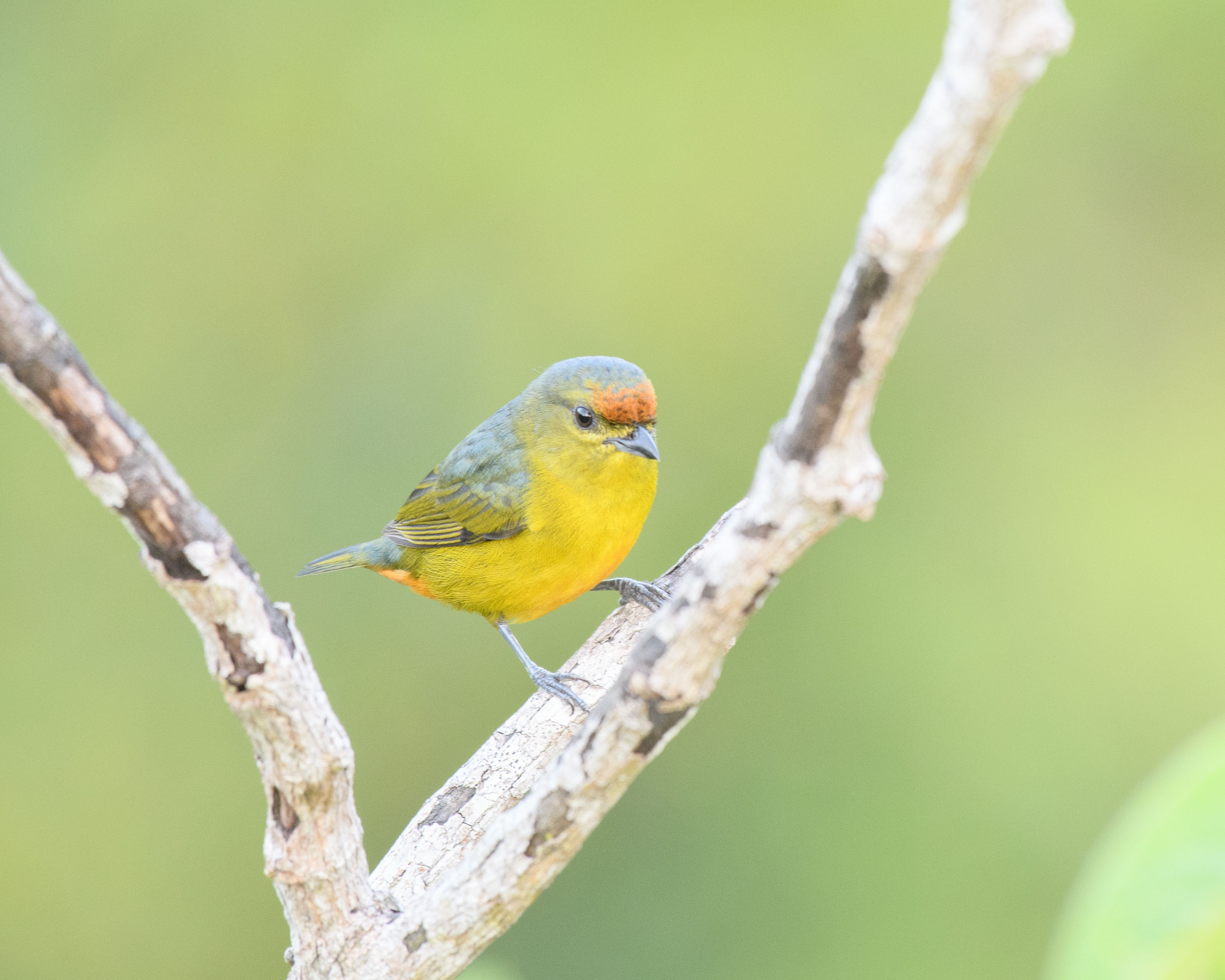
Hona brungumpad eufonia i Boyacá, Colombia.

## Utbredning och systematik
Brungumpad eufonia placeras i släktet Euphonia. Den delas in i tre underarter med följande utbredning:
- Euphonia fulvicrissa fulvicrissa – förekommer i det fuktiga låglandet från centrala Panama till nordvästra Colombia
- Euphonia fulvicrissa omissa – förekommer i tropiska centrala Colombia
- Euphonia fulvicrissa purpurascens – förekommer i tropiska områden från sydvästra Colombia (Nariño) till nordvästra Ecuador (Esmeraldas)

### Familjetillhörighet
Tidigare behandlades släktena Euphonia och Chlorophonia som tangaror, men DNA-studier visar att de tillhör familjen finkar, där de tillsammans är systergrupp till alla övriga finkar bortsett från släktet Fringilla.

## Levnadssätt
Brungumpad eufonia hittas i låglänt skog och i skogsbryn, vanligen på medelhög nivå. Den ses i par, ofta i artblandade flockar tillsammans med andra arter som skogssångare och tangaror.

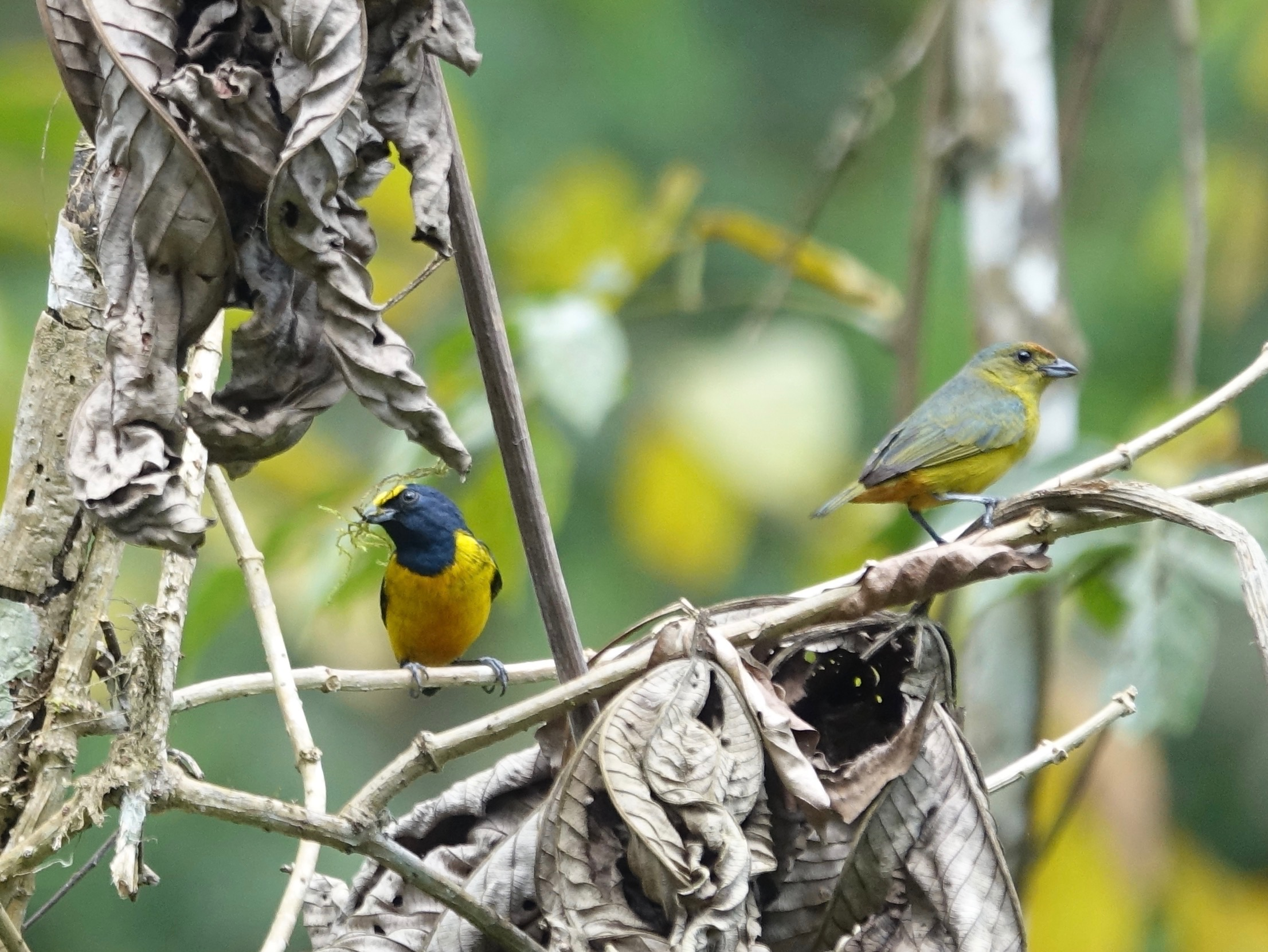

## Status och hot
Arten har ett stort utbredningsområde, men tros minska i antal, dock inte tillräckligt kraftigt för att den ska betraktas som hotad. Internationella naturvårdsunionen IUCN listar arten som livskraftig (LC). Beståndet uppskattas till i storleksordningen en halv miljoner till fem miljoner vuxna individer.